# Alexandroupolis
Alexandroupoli of Alexandroupolis (Grieks: Αλεξανδρούπολη of Αλεξανδρούπολις; Nederlands, verouderd: Alexandropel) is een stad en gemeente in het noordoosten van Griekenland, niet ver van de grens met het Europese deel van Turkije. Alexandroupolis is sinds 2011 een fusiegemeente (dimos) in de Griekse bestuurlijke regio (periferia) Oost-Macedonië en Thracië.
De drie deelgemeenten (dimotiki enotita) van de fusiegemeente zijn:
- Alexandroupoli (Αλεξανδρούπολη)
- Feres (Φέρες)
- Traianoupoli (Τραϊανούπολη, Trajanopel)

## Geschiedenis
De plaats werd gesticht door vissers van de plaatselijke dorpen Makri en Maroneia en werd bekend onder de naam Dedeağaç. De plaats ontwikkelde zich pas aan het einde van de negentiende eeuw, tijdens de Russisch-Turkse Oorlog. 

### Russisch-Turkse Oorlog
Tijdens de Russisch-Turkse oorlog van 1877-1878 werd Dedeağaç door de Russen veroverd, waarna de Russische troepen zich in het dorp vestigden. De officieren maakten een stadsplan waarbij er brede straten werden ontworpen die parallel aan elkaar liepen. Dit was heel anders dan de smalle steegjes en doodlopende wegen die op dat moment karakteristiek waren voor de Ottomaanse steden. Na de oorlog kwam de stad weer onder Ottomaans bestuur als deel van de Edirne Vilayet, maar de korte Russische aanwezigheid had een blijvend effect op het stratenplan van de stad.

### Einde van het Ottomaanse Rijk
De haven van Dedeağaç bediende vanaf 1896 onder meer Edirne ten koste van de haven van Tekirdağ. De stad was toen nog onderdeel van het Ottomaanse Rijk totdat zij in 1913 door Bulgarije werd ingelijfd na afloop van de Eerste Balkanoorlog. Na de Eerste Wereldoorlog werd de stad in het Verdrag van Neuilly aan Griekenland toegewezen.
In 1920 bracht koning Alexander I van Griekenland een bezoek aan de stad. Hierna besloten de lokale autoriteiten om de stad Alexandroupoli (Alexanderstad) te noemen.  

### Grieks-Turkse Oorlog
Na de nederlaag van Griekenland in de Grieks-Turkse Oorlog, trok het Griekse leger onder generaal Theodoros Pangalos zich terug uit Oost-Thracië naar het gebied van Alexandroupolis. In het Verdrag van Lausanne (24 juli 1923) kwamen de Griekse en Turkse overheid overeen dat Oost-Thracië aan Turkije zou worden toegekend en West-Thracië en Alexandroupoli bij Griekenland zouden blijven.

## Cultuur
In de stad bevindt zich een modern etnografisch museum waar vele gebruiksvoorwerpen en kledingdrachten uit Noordoost-Griekenland tentoongesteld worden en een groot aantal video's bekeken kan worden over ambachten en beroepen uit deze regio.

## Transport
Er is zowel een treinverbinding als een busverbinding tussen Alexandroupoli en Istanboel in Turkije. De treinen rijden niet rechtstreeks en kunnen aan de grens een lang oponthoud krijgen. Verder zijn er goede trein- en busverbindingen met Griekse steden zoals Thessaloniki.
De stad heeft een internationale luchthaven Democritus (Grieks: Δημόκριτος), die 7 kilometer ten oosten van de stad ligt, aan de snelweg E90.
De haven van de stad ligt aan de Golf van Ainos en is een van de belangrijkste havens van Noord-Griekenland. Het eiland Samothrake ligt op enkele kilometers afstand ten zuidoosten van Alexandroupoli, en is per veerboot in ongeveer drie uur vanuit deze stad te bereiken.

## Geboren
- Hrysopiyi Devetzi (2 januari 1976), atlete
- Savvas Gentsoglou (19 september 1990), voetballer